# Associazione Pionieri Italiani
L’Associazione Pionieri Italiani (nota anche con l’acronimo API) nacque nel 1949 con l’unificazione di numerose associazioni giovanili del mondo di sinistra, nate in Italia alla fine della Seconda guerra mondiale. Terminò prima come associazione nazionale nel 1963, mentre in alcune regioni italiane cessò definitivamente nel 1978. Il presidente fu Carlo Pagliarini.

## Organizzazione
La politica dell’associazione era laica e, in parte, si ispirava e svolgeva attività sociali e ricreative le quali ponevano al centro l’identità e la creatività dei giovani. Tra il 1948 e 1949 molte organizzazioni giovanili, tra cui le associazioni “I Pionieri della Repubblica e Verso la Vita”, si riunirono e fondarono l’Associazione Pionieri Italiani, ispirandosi allo scautismo per la forma associativa, con una divisa caratterizzata da un fazzoletto rosso e verde, simile anch'esso a quello dell'uniforme scout.
L’organizzazione era su base nazionale con comitati provinciali e di circolo su base territoriale. In ogni località nacquero le organizzazioni locali presiedute da importanti personalità: si ricordano Nive Veroni, Lidia De Grada Treccani e Eliana Gorli La Rosa. Normalmente erano politiche e anche funzionari dell'Unione Donne Italiane. Le attività erano di vario tipo tra cui: campeggi, attività sociali per ragazzi e di supporto agli adulti, compagnie teatrali e scuole di musica. Ogni gruppo stampava un ciclostilato per parlare delle attività svolte. Molto importante era anche la vendita del settimanale Pioniere.
L'Associazione Pionieri Italiani era associata alla Federazione Mondiale della Gioventù come la consorella francese chiamata Union des vaillants et vaillantes e le due consorelle tedesche della RDT Freie Deutsche Jugend, FDJ e l’organizzazione dei bambini dai 6 ai 14 anni Pionierorganisation Ernst Thälmann.
Le quattro organizzazioni giovanili, negli anni tra il 1950 e il 1980, organizzarono insieme degli scambi culturali e soggiorni in campeggi in Italia, in Francia e in RDT.
I periodici pubblicati dalle due organizzazioni giovanili, Vaillant e Pioniere (Italia e Francia), si scambiarono articoli e tavole per fumetti che furono pubblicati per i loro rispettivi lettori.
Gli scambi culturali furono molto intensi anche con altre organizzazioni di Pionieri, specialmente con quelle di Unione Sovietica, Polonia, Ungheria, Cecoslovacchia e Jugoslavia.
Il Comitato Ricerca Associazione Pionieri (CRAP) ha contribuito alla ricerca e alla valorizzazione di tutti i documenti qui descritti.

## Pubblicazioni
L’Associazione Pionieri Italiani, nel corso degli anni – oltre a numerose riviste e fogli autoprodotti dalle singole sezioni – diede alle stampe numerose pubblicazioni sia a carattere nazionale, sia provinciale.
- Pioniere, rivista a fumetti dell'associazione;[2]
- Il Pioniere dell'Unità, medesima rivista, pubblicata come supplemento de l'Unità;[3]
- Pioniere Noi Donne, la rivista cofinanziata dell'UDI;[4]
- Esperienze educative, rivista mensile per i dirigenti dell'associazione;[5]
- Noi Pionieri, bollettino interno di orientamento e di organizzazione;[6]
- La Repubblica dei Ragazzi, rivista mensile dell'associazione;[7]
- Canti e cori, edizioni monografiche con musiche e arrangiamenti;[8]
- Teatro dei Pionieri, opere teatrali per ragazzi.[9]